# El caballero del hongo gris
El caballero del hongo gris   es una novela, del tipo del folletin, de Ramón Gómez de la Serna publicada en 1928.

## Sinopsis
El protagonista es Leonardo, quien desde joven se ha dado cuenta de su buen porte, de su habilidad para crear negocios y de estafar a la gente, constantemente se ve en la necesidad de cambiar de residencia y recorre varias ciudades de Europa siempre escapando de los problemas que ha creado. En una tienda de París, Leonardo se compra un sombrero de hongo color gris y se da cuenta de que la gente lo ve de manera diferente, como una persona de lo más importante. De ahí toma al hongo gris como su amuleto de la buena suerte y cree que todos los negocios y estafas que genera son en buena parte gracias al hongo